# Cecília Metel·la (germana de Metel Numídic)
Cecília Metel·la (llatí: Cæcilia Metella) va ser una dama romana, germana de Quint Cecili Metel Numídic i de Luci Cecili Metel Dalmàtic, i filla de Luci Cecili Metel Calb. Formava part de la gens Cecília, una antiga família romana d'origen plebeu.
Es va casar amb Luci Licini Lucul·le (pretor) pare del gran general Luci Licini Lucul·le, que va ser cònsol el 74 aC, i vencedor de Mitridates VI Eupator. Cecília era una dama que no tenia gaire bona reputació.